# Bourreria divaricata
Bourreria divaricata är en strävbladig växtart som först beskrevs av Dc., och fick sitt nu gällande namn av George Don jr. Bourreria divaricata ingår i släktet Bourreria och familjen strävbladiga växter. Inga underarter finns listade i Catalogue of Life.